# توماس د. شرودر
توماس د. شرودر (بالإنجليزية: Thomas D. Schroeder)‏ هو قاضي ومحامي أمريكي، ولد في 26 مايو 1959 في أتلانتا في الولايات المتحدة.